# Юлиевска кория
Юлиевска кория е защитена местност в България. Намира се в землището на село Юлиево, област Стара Загора.
Разположена е на площ 228,35 ha. Обявена е на 8 декември 2009 г. с цел опазване на една от малкото запазени равнинни дъбови гори по поречието на река Тунджа.
В защитената местност се забраняват:
- строителството с изключение на съоръжения за поддържане на благоприятен воден режим в защитената местност;
- изграждането на нови отводнителни канали и продълбочаването на съществуващите;
- търсене, проучване и добив на подземни богатства;
- промяна на начина на трайно ползване на земите, горите и водните площи в границата на защитената местност;
- горскостопански дейности с изключение на създаване и поддържане на възобновителни участъци за възстановяване на местната растителност;
- залесяването с неместни за защитената местност видове;
- пашата на домашни животни във възобновителните участъци до укрепване на подраста;
- пашата на кози;
- паленето на огън;
- увреждането по какъвто и да е начин на вековните дървета на територията на защитената местност.